# فيكوسيانوبيلين
فيكوسيانوبيلين مركب من مركبات فيكوبيلين الصباغية، وهو ذو لون أزرق. يتألف المركب بنيوياً من أربع حلقات بيرول خطية، ويعد حاملاً للون في البكتيريا الزرقاء (الزراقم) وفي الطحالب الحمراء والزرقاء.
يدخل الفيكوسيانوبيلين في تركيب البروتينات الفيكوبيلية مثل ألوفيكوسيانين وفيكوسيانين، ويرتبط بها برابطة ثيوإيثرية.
في أحد الأبجاجث جرى دراسة تثبيت ألبومين المصل عن طريق الارتباط مع فيكوسيانوبيلين.